# Die Deutschen
Die Deutschen ist eine 20-teilige Dokumentationsreihe, die im Auftrag des ZDF produziert wurde und die deutsche Geschichte anhand von herausragenden Persönlichkeiten in ausgewählten Epochen erzählt. Der geschichtliche Rahmen beginnt in der ersten Staffel mit der Regierungszeit von Otto dem Großen und endet in der letzten Folge mit dem Untergang des Deutschen Kaiserreiches nach dem Ersten Weltkrieg.
Die historischen Ereignisse werden auch durch aufwendige Spielszenen und digitale Computeranimationen vermittelt und beinhalten somit Elemente des Infotainments.
Die erste Staffel wurde an über 200 unterschiedlichen Orten in Deutschland, auf Malta und in Rumänien gedreht und kostete rund 500.000 Euro pro Folge. Die Serie wurde von der Kölner Gruppe 5 Filmproduktion GmbH unter der Gesamtleitung von Guido Knopp und Peter Arens produziert.
Eine zweite Staffel mit zehn neuen Folgen startete am 13. November 2010 auf ZDFneo, einen Tag später auch im ZDF.
In der von Guido Knopp präsentierten Reihe ZDF-History wurden zeitgleich mit der ersten Staffel im Jahre 2008 unter dem Titel Die Deutschen im 20. Jahrhundert fünf Folgen ausgestrahlt, die als chronologische Fortsetzung zu Die Deutschen angelegt waren.
Da manche Folgen der 2010 und 2011 ebenfalls im ZDF gesendeten Reihen Terra X: Superbauten und Der Heilige Krieg historische Persönlichkeiten wieder auftreten lassen, die bereits in Die Deutschen dargestellt wurden, hat man für die Produktion dieser Dokumentationen Spielszenen aus Die Deutschen wiederverwendet sowie weitere mit denselben Schauspielern nachgedreht.
Das ZDF ließ in Zusammenarbeit mit dem Verband der Geschichtslehrer Deutschlands (VGD) zu allen Folgen beider Staffeln didaktisch aufbereitetes Material zum Download erstellen. 
Es bietet Lehrern Hilfen an, die einzelne Folgen und die Mitmachaktion in ihren Unterricht integrieren wollen. Die pdf-Dateien fassen die Inhalte der einzelnen Filme zusammen, erläutern den jeweiligen historischen Kontext und enthalten mögliche Arbeitsaufträge an die Schüler.

## Folgen der ersten Staffel

### Teil 1: Otto und das Reich
Erstausstrahlung: So. 26. Oktober 2008 um 19.30 Uhr im ZDF

Themenschwerpunkt dieser Folge ist das Wirken Ottos des Großen, der erstmals alle wichtigen deutschen Volksstämme im Kampf gegen die Ungarn vereinigt und siegreich aus der Schlacht auf dem Lechfeld hervorgeht.

### Teil 2: Heinrich und der Papst
Erstausstrahlung: Di. 28. Oktober 2008 um 20:15 Uhr im ZDF

Dargestellt wird der Konflikt zwischen der weltlichen und geistlichen Macht im 11. Jahrhundert zwischen dem römisch-deutschen König Heinrich IV. und Papst Gregor VII., der mit dem Gang nach Canossa einen Höhepunkt im Investiturstreit erreicht.

### Teil 3: Barbarossa und der Löwe
Erstausstrahlung: So. 2. November 2008 um 19.30 Uhr im ZDF

Der Machtkampf zwischen dem römisch-deutschen König und Kaiser Friedrich „Barbarossa“ und seinem Vetter, dem sächsischen Herzog Heinrich der Löwe, der in der Reichsheerfahrt mündet, kennzeichnet exemplarisch die Spannungen zwischen den deutschen Territorialherrschern und den römisch-deutschen Kaisern.

### Teil 4: Luther und die Nation
Erstausstrahlung: Di. 4. November 2008 um 20:15 Uhr im ZDF

Der Augustinermönch Martin Luther lehnt sich gegen den käuflichen Ablasshandel der römisch-katholischen Kirche auf und leitet durch die Begründung des Protestantismus die Spaltung der christlichen Kirche ein. Mit seiner Bibelübersetzung ins Deutsche wird die Grundlage für eine einheitliche deutsche Sprache gelegt.

### Teil 5: Wallenstein und der Krieg
Erstausstrahlung: So. 9. November 2008 um 19.30 Uhr im ZDF

Im Dreißigjährigen Krieg agiert der kaiserliche Feldherr Wallenstein zunächst sehr erfolgreich gegen die protestantischen Kriegsparteien, verliert aber durch eigenmächtiges Handeln die Gunst des Kaisers Ferdinand II. und wird ermordet. Der Religionskrieg in Deutschland endet erst nach drei Jahrzehnten durch den Westfälischen Frieden.

### Teil 6: Preußens Friedrich und die Kaiserin
Erstausstrahlung: Di. 11. November 2008 um 20:15 Uhr im ZDF

Der preußische König Friedrich der Große fällt in Schlesien ein und löst damit den Ersten Schlesischen Krieg und später auch den Siebenjährigen Krieg aus. Die österreichische Erzherzogin und Kaiserin Maria Theresia kann nicht verhindern, dass in der Folgezeit Preußen die zweite Großmacht in Deutschland wird.

### Teil 7: Napoleon und die Deutschen
Erstausstrahlung: So. 16. November 2008 um 19:30 Uhr im ZDF

Der französische Kaiser Napoleon I. unterwirft die deutschen Territorialstaaten. Inspiriert vom freiheitlichen Gedankengut der Französischen Revolution erwächst in den deutschen Staaten erstmals ein Nationalgefühl, das sich gegen die französische Besetzung richtet. Mit der Niederlage Napoleons in der Völkerschlacht bei Leipzig endet die Fremdherrschaft.

### Teil 8: Robert Blum und die Revolution
Erstausstrahlung: Di. 18. November 2008 um 20:15 Uhr im ZDF

Durch die Restauration der deutschen Fürstentümer wurde die Bildung eines einheitlichen Nationalstaates in Deutschland nach der napoleonischen Besatzung verhindert. In der Märzrevolution von 1848 begehren die Bürger gegen die Fürstenherrschaft auf und wählen mit der Frankfurter Nationalversammlung das erste freie Parlament in Deutschland. Der Abgeordnete Robert Blum ist ein Befürworter einer zukünftigen deutschen Republik. Mit der Niederschlagung der Revolution kurze Zeit später endet auch die Hoffnung auf einen freiheitlichen Nationalstaat.

### Teil 9: Bismarck und das Deutsche Reich
Erstausstrahlung: So. 23. November 2008 um 19:30 Uhr im ZDF

Der preußische Ministerpräsident Otto von Bismarck setzt auf Weisung seines Königs Wilhelm I. die Heeresreform im preußischen Verfassungskonflikt durch. Dies bildet die militärische Grundlage für die folgenden siegreichen Kriege gegen Dänemark, Österreich und Frankreich. Nach dem Sieg über Frankreich wird unter preußischer Führung das Deutsche Reich gegründet.

### Teil 10: Wilhelm und die Welt
Erstausstrahlung: Di. 25. November 2008 um 20:15 Uhr im ZDF

Im Deutschen Kaiserreich unter Wilhelm II. sind nicht nur wirtschaftliche Erfolge und die Existenz eines einheitlichen National- und Bundesstaates Realität, auch erhebliche soziale Missstände sind vorhanden. Die expansive Außenpolitik führt das Reich in Interessenkonflikte mit weiteren Großmächten und führt zu starken Aufrüstungsbestrebungen in Europa. Im Ersten Weltkrieg entlädt sich dieses Militärpotential. Nach der Kriegsniederlage wird in Deutschland die Republik ausgerufen.

## Folgen der zweiten Staffel

### Teil 1: Karl der Große und die Sachsen
Erstausstrahlung: Sa. 13. November 2010 um 20:15 Uhr auf ZDFneo

Karl der Große legte den Grundstein für das heutige Europa. Als Frankenherrscher auf dem Thron der römischen Cäsaren prägte er das christliche Abendland. Unter dem Grundsatz „Ein Herrscher, ein Reich, ein Glaube“ erschuf er nicht nur ein Imperium, er gab ihm auch eine Ordnung unter einer gemeinsamen religiösen und kulturellen Identität. Widerständler wie den Stammeshäuptling Widukind vom Volk der Sachsen bekämpfte Karl der Große jedoch unerbittlich. Dreiunddreißig Jahre währte der Widerstand der Sachsen gegen die fränkische Herrschaft und endete erst, nachdem Widukind zustimmte, sich taufen zu lassen.

### Teil 2: Friedrich II. und der Kreuzzug
Erstausstrahlung: Sa. 13. November 2010 um 21:00 Uhr auf ZDFneo

Friedrich II. und der Kreuzzug spiegelt die Epoche des Stauferherrschers Friedrich II. Der Monarch ist hochgebildet, spricht mehrere Sprachen und interessiert sich für Philosophie und Wissenschaft. Das „Staunen der Welt“ nennen ihn manche Zeitgenossen. Sein politisches Geschick macht ihn schon zu Lebzeiten zur Legende. Doch der größte Feind des ungewöhnlichen Herrschers sitzt in Rom. Der Papst will, dass Friedrich zu einem Kreuzzug ins Heilige Land aufbricht. Als der Monarch zu lange zögert, stößt der Pontifex den renitenten Herrscher aus der Kirche aus. Friedrich ist gezwungen, ins Heilige Land zu ziehen, wenn er seine Herrschaft behalten will – doch Jerusalem erobert er ganz anders als erwartet.

### Teil 3: Hildegard von Bingen und die Macht der Frauen
Erstausstrahlung: Sa. 20. November 2010 um 20:15 Uhr auf ZDFneo

„Hildegard von Bingen und die Macht der Frauen“ zeigt die populärste Deutsche des Mittelalters. Sie war Visionärin, Naturwissenschaftlerin, Politikerin, Komponistin, Theologin und Kloster-Managerin.

### Teil 4: Karl IV. und der schwarze Tod
Erstausstrahlung: Sa. 20. November 2010 um 21:00 Uhr auf ZDFneo

Die Regierungszeit Karls IV. zählt zu den dramatischsten Epochen der deutschen Geschichte. Um die Mitte des 14. Jahrhunderts raffte die Pest ein Drittel der Deutschen dahin.

### Teil 5: Thomas Müntzer und der Krieg der Bauern
Erstausstrahlung: Sa. 27. November 2010 um 20:15 Uhr auf ZDFneo

„Thomas Müntzer und der Krieg der Bauern“ zeigt, wie sich der junge Priester Müntzer (1489–1525) in einer Zeit der Reformation gegen die kirchliche und weltliche Obrigkeit wendet.

### Teil 6: August der Starke und die Liebe
Erstausstrahlung: Sa. 27. November 2010 um 21:00 Uhr auf ZDFneo

Er gilt als einer der schillerndsten Monarchen der Neuzeit: Kurfürst Friedrich August I. von Sachsen, genannt „August der Starke“ (1670–1733).

### Teil 7: Karl Marx und der Klassenkampf
Erstausstrahlung: Sa. 4. Dezember 2010 um 20:15 Uhr auf ZDFneo

Mit der industriellen Revolution verschärfen sich in den Staaten des Deutschen Bundes soziale Probleme, es kommt zu Massenarmut (Pauperismus) und zur Entstehung der Arbeiterklasse. Der Philosoph Karl Marx (1818–1883) fordert von seinem Exil in London aus die Arbeiter zum Klassenkampf auf; Ziel seiner Vision, die er 1848 im Kommunistischen Manifest verkündet, ist die Überwindung des Kapitalismus und die klassenlose Gesellschaft, der Kommunismus. Seine Denkweise wird später von Herrschern wie Lenin oder Stalin kopiert.

### Teil 8: Ludwig II. und die Bayern
Erstausstrahlung: Sa. 4. Dezember 2010 um 21:00 Uhr auf ZDFneo

Mythen und Legenden ranken sich um die Gestalt Ludwig II. von Bayern (1845–1886), den man den „Märchenkönig“ nennt.

### Teil 9: Rosa Luxemburg und die Freiheit
Erstausstrahlung: Sa. 11. Dezember 2010 um 20:15 Uhr auf ZDFneo

„Rosa Luxemburg und die Freiheit“ zeigt eine Frau, die leidenschaftlich für Freiheit und Gerechtigkeit kämpft. Ziel der mitreißenden Rednerin und scharfsinnigen Schriftstellerin ist eine sozialistische Gesellschaftsordnung. Als am 9. November 1918 die Revolution in Deutschland ausbricht, sieht Rosa Luxemburg ihre Zeit gekommen. Es folgen dramatische Monate, in denen sich entscheidet, welchen Weg Deutschland gehen wird. Die Lage spitzt sich zu, es kommt zu Straßenkämpfen. Rosa Luxemburg will Blutvergießen verhindern und wird am Ende doch von der Gewalt eingeholt: Hetzkampagnen sollen die prominente Revolutionärin einschüchtern, eine Gruppe radikaler Rechter fordert in Flugblättern den Tod von Rosa Luxemburg. Ihre Tage sind gezählt.

### Teil 10: Gustav Stresemann und die Republik
Erstausstrahlung: Sa. 11. Dezember 2010 um 21:00 Uhr auf ZDFneo

„Gustav Stresemann und die Republik“ führt vor Augen, dass die erste deutsche Demokratie nicht zwangsläufig scheitern musste. Der Film rekonstruiert unter anderem die dramatischen Stunden in der Nacht zum 9. November 1923, als Adolf Hitler im Münchner Bürgerbräukeller zum Sturz der Regierung aufruft und die Weimarer Republik am Abgrund steht. Als kurz vor Mitternacht die Nachricht von Hitlers Putsch in Berlin eintrifft, beruft Reichskanzler Gustav Stresemann eine Krisensitzung ein. Kann ausgerechnet der Mann die Republik retten, der einst überzeugter Monarchist war und im Weltkrieg auf der Seite des Kaisers stand? Der Film zeigt, wie Stresemann die größten Krisen meistert. Der Reichskanzler und spätere Außenminister ist einer der ersten deutschen Staatsmänner, der erkennt, dass die deutsche Zukunft nur mit und nicht gegen Europa zu gestalten ist. Noch heute stellt sich die Frage, ob Stresemann den Untergang der Demokratie, die Machtübernahme Hitlers, hätte verhindern können, wenn er länger gelebt hätte.

## Folgen vonDie Deutschen im 20. Jahrhundert
- Teil 1: Die ruhelose Republik (Weimarer Republik)
- Teil 2: Hitlers Reich
- Teil 3: Der Zweite Weltkrieg
- Teil 4: Zeit der Wunder
- Teil 5: Der Weg zur Einheit

## Besetzung und chronologische Auflistung
| Geburtsdatum  | Persönlichkeit            | Darsteller        | Staffel | Folge |
| ------------- | ------------------------- | ----------------- | ------- | ----- |
| 2. Apr. 748   | Karl der Große            | Jens Schäfer      | 2       | 1     |
| 23. Nov. 912  | Otto I.                   | David C. Bunners  | 1       | 1     |
| 11. Nov. 1050 | Heinrich IV.              | Mickey Hardt      | 1       | 2     |
| 1098          | Hildegard von Bingen      | Deborah Kaufmann  | 2       | 3     |
| um 1122       | Friedrich I. „Barbarossa“ | Guntbert Warns    | 1       | 3     |
| 26. Dez. 1194 | Friedrich II.             | Michael Pink      | 2       | 2     |
| 14. Mai 1316  | Karl IV.                  | Christoph Jacobi  | 2       | 4     |
| 10. Nov. 1483 | Martin Luther             | Georg Prang       | 1       | 4     |
| um 1489       | Thomas Müntzer            | Stéphane Lalloz   | 2       | 5     |
| 24. Sep. 1583 | Albrecht Wallenstein      | Stefan Jürgens    | 1       | 5     |
| 12. Mai 1670  | August der Starke         | Jiří Macháček     | 2       | 6     |
| 24. Jan. 1712 | Friedrich der Große       | Ulrich Wiggers    | 1       | 6     |
| 15. Aug. 1769 | Napoleon Bonaparte        | Adrian Vancica    | 1       | 7     |
| 10. Nov. 1807 | Robert Blum               | Steffen Münster   | 1       | 8     |
| 1. Apr. 1815  | Otto von Bismarck         | Vlad Rădescu      | 1       | 9     |
| 5. Mai 1818   | Karl Marx                 | Oliver Boysen     | 2       | 7     |
| 25. Aug. 1845 | Ludwig II.                | André Kaczmarczyk | 2       | 8     |
| 27. Jan. 1859 | Wilhelm II.               | Udo Schenk        | 1       | 10    |
| 5. März 1871  | Rosa Luxemburg            | Tereza Brodská    | 2       | 9     |
| 10. Mai 1878  | Gustav Stresemann         | Ulrich Gebauer    | 2       | 10    |

## Rezeption

### Kritiken
„[…] Zu einer Offensive hin zum Qualitätsfernsehen im Sinne Marcel Reich-Ranickis taugt die Serie eher nicht. Sie soll massentauglich sein und ist es wohl; sie soll junge Menschen interessieren und versucht das mit umfangreichem Begleitmaterial für Schüler, das in Zusammenarbeit mit dem Geschichtslehrerverband entstanden ist; sie soll zwischen Unterhaltung und Information vermitteln, was bei allem Pathos durchaus gelingen könnte. Aber eines sind ‚Die Deutschen‘ keinesfalls: Fernsehen, wie es sich Kulturkritiker wünschen.“

„Wer illusionistisch illustrierte Geschichtsbücher nicht mag und historische Romane nicht zu seinen Lieblingslektüren zählt, kann auch auf ‚Die Deutschen‘ im ZDF verzichten. Die bei den Ottonen erprobte Dramaturgie und die an ihnen entfaltete Ästhetik werden sich in den weiteren Folgen nicht ändern, neu werden – von Barbarossa bis Wallenstein und am Ende Bismarck und Wilhelm II. – nur die handelnden Figuren und deren Schauspieler sein. ‚Wer sind wir? Woher kommen wir? Wohin gehören wir hin?‘ fragt uns das ZDF im Vorspann zu jeder Folge. Man soll auch dieses Pathos so ernst nicht nehmen.“

„‚Linke‘ Geschichtsschreibung begeht oft den Fehler, über die Vergangenheit zu Gericht zu sitzen. ‚Rechte‘ Geschichtsschreibung weiß immer schon, dass am Ende (also heute) stets noch alles gut gegangen ist. Mit dieser Idee im Kopf, die nichts schafft außer eine allseits beruhigende Tradition, vollführen die Mainzer TV-Historiker dann auch gewagte Sprünge: Fürstenwahl statt Erbkaisertum ist die Basis unseres Föderalismus und schon für das 12. Jahrhundert ist ungeniert von ‚Deutschen‘ und ‚Italienern‘, die Rede. Die Menschen selber nannten sich erst sehr viel später so. Jetzt aber weiß der deutsche Michel, wie alt er schon ist. Beunruhigen muss ihn nichts. Verstören schon gar nicht. Guido Knopp klöppelt eine Tradition zusammen wie ein gesticktes Deckchen auf dem Ruhekissen. Hier schafft Wissen ein gutes Gewissen.“

### Einschaltquoten
Obwohl die Kritik über Inhalt und Qualität der Serie sehr kontrovers ausfiel, erzielte das ZDF mit der Ausstrahlung eine sehr hohe Einschaltquote bei den Zuschauern. Die erste Folge der ersten Staffel im Jahr 2008 wurde von 6,48 Millionen Fernsehzuschauern gesehen und erreichte damit einen Marktanteil von 20,9 Prozent. Die weiteren Folgen waren mit einer Sehbeteiligung von 4,3 bis 5,6 Millionen Zuschauern (Stand: 18. November 2008) ebenfalls erfolgreich. Auch die anschließende DVD-Auswertung war sehr erfolgreich.

## DVD-Paket
- Die Deutschen I + II (2 × 10 DVDs in Sammelbox). Komplett-Media, Grünwald 2014, ISBN 978-3-8312-9975-1.[10]